# Aztekisk mytologi
Aztekisk religion og mytologi er den polyteiske religion, dyrket af aztekere i Mexico, indtil deres civilisation blev knust af de kristne spanske erobrere i 1500-tallet. Den aztekiske religion var meget kompleks med mange guddomme, afbildet i aztekisk kunst, og kendes især for de storslåede pyramideformede templer, hvor der blev foretaget blodige menneskeofringer til ære for de mange solguder. Aztekerne troede, at solen ville holde op med at lyse, hvis ikke solguderne blev fodret med menneskeblod og menneskehjerter hver dag. 

Aztekerne tilbad mange af deres solguder, majsguddomme og andre guder i form af hellige dyr, her især slanger, de prægtige quetzal-fugle og kolibrifuglen, samt de hellige edderkopaber Ozomatli. Således har mange aztekiske guddome et navn, hvor Nahuatl ordet for slange "coatl" eller ordet "quetzal" indgår, såsom Quetzalcoatl (fjerslange), Coatlicue (slangeskørt) eller Xiuhcoatl (turkise slange).
Regnguden Tlaloc var en af de vigtigste guder, og sammen med sin kone regerede han også over deres dødsrige Tlaloclan, en form for paradis, hvor de mest fortjente aztekere kom efter døden. Desuden troede aztekerne også på dødsriget Mictlan, hvor de fleste mennesker kom efter døden, guidet på vej af hundeguden Xolotl.

## Aztekiske guder
Nogle af de mest kendte aztekiske guder er blandt andet følgende:
- Atlahua - vand og fiskeriguden
- Centzonuitznaua - 400 guder for sydlige stjerner og stjernebilleder; de onde sønner af Coatlicue
- Centzonmimixcoa - 400 guder for nordlige stjerner og stjernebilleder
- Chantico - arnets, ildens og vulkangudinde
- Chicomecoatl - majsgudinde
- Chalchiuhtlicue (jadeskørt)[4]; - regn- og vandgudinde
- Chimalma
- Coatlicue (slangeskørt)[4]; - den store gudinde, moder af alle guder, der fødte månen, solen, stjernerne og stod for hele verdensorden
- Coyolxauhqui - månegudinde, datter af Coatlicue, den onde søster af Huitzilpochtli
- Huitzilopochtli - kolibriguden for solen og krig, søn af Coatlicue, der beskytter hende
- Huixtocihuatl - salt og saltvandsgudinde
- Patecatl - lægegud og peyotegud
- Tlaloc - regn, storm og vejrguden
- Tonatiuh (solens bevægelse)[4]; - den 5. solgud
- Quetzalcoatl (fjerslangen); den fjerklædte slangegud for visdom, orden, skabelse og opstandelse
- Xiuhcoatl - den turkise ildslange; brugt af Huitzilopochtli som våben
- Xolotl - hundeguden, der gav menneskeheden ilden
- Xochiquetzal - seksualitetens, forførelsens og fornøjelsens gudinde